# SEAT Málaga
SEAT Málaga – kompaktowy samochód osobowy produkowany przez hiszpańską firmę SEAT w latach 1985–1992. Dostępny jako 4-drzwiowy sedan. Do napędu użyto silników R4 o pojemności 1.2, 1,5 litra i 1.7 diesel. Silniki 1.2 i 1.5 były stworzone przy współpracy z Porsche. Moc przenoszona była na oś przednią poprzez 5-biegową manualną skrzynię biegów. Pod względem konstrukcyjno-stylistycznym nawiązywał do Fiata Regaty - była to Ibiza z dołożonym bagażnikiem - podobnie jak później Cordoba. Samochód został zastąpiony przez modele: mniejszy Córdoba i większy Toledo. W Grecji oferowany był pod nazwą SEAT Gredos.

## Dane techniczne

### Silnik
- R4 1,5 l (1461 cm³), 2 zawory na cylinder, SOHC
- Układ zasilania: gaźnik, wielopunktowy wtrysk
- Średnica × skok tłoka: 83,00 mm × 67,50 mm
- Stopień sprężania: 10,5:1
- Moc maksymalna: 86 KM (63,4 kW) przy 5600 obr./min
- Maksymalny moment obrotowy: 114 N•m przy 3500 obr./min

### Osiągi
- Przyspieszenie 0-100 km/h: 10,5 s
- Prędkość maksymalna: 166 km/h

## Galeria

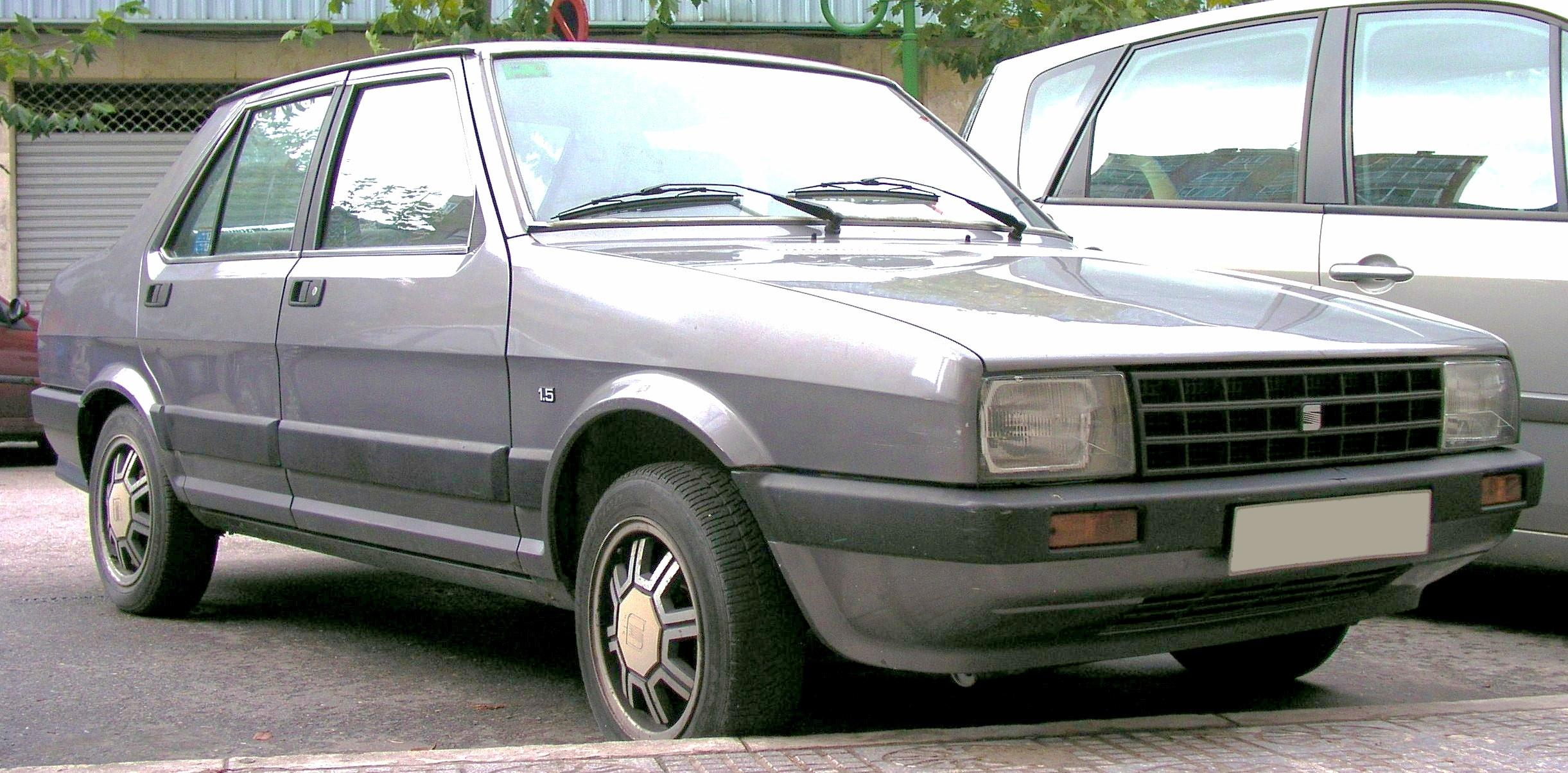
SEAT Málaga
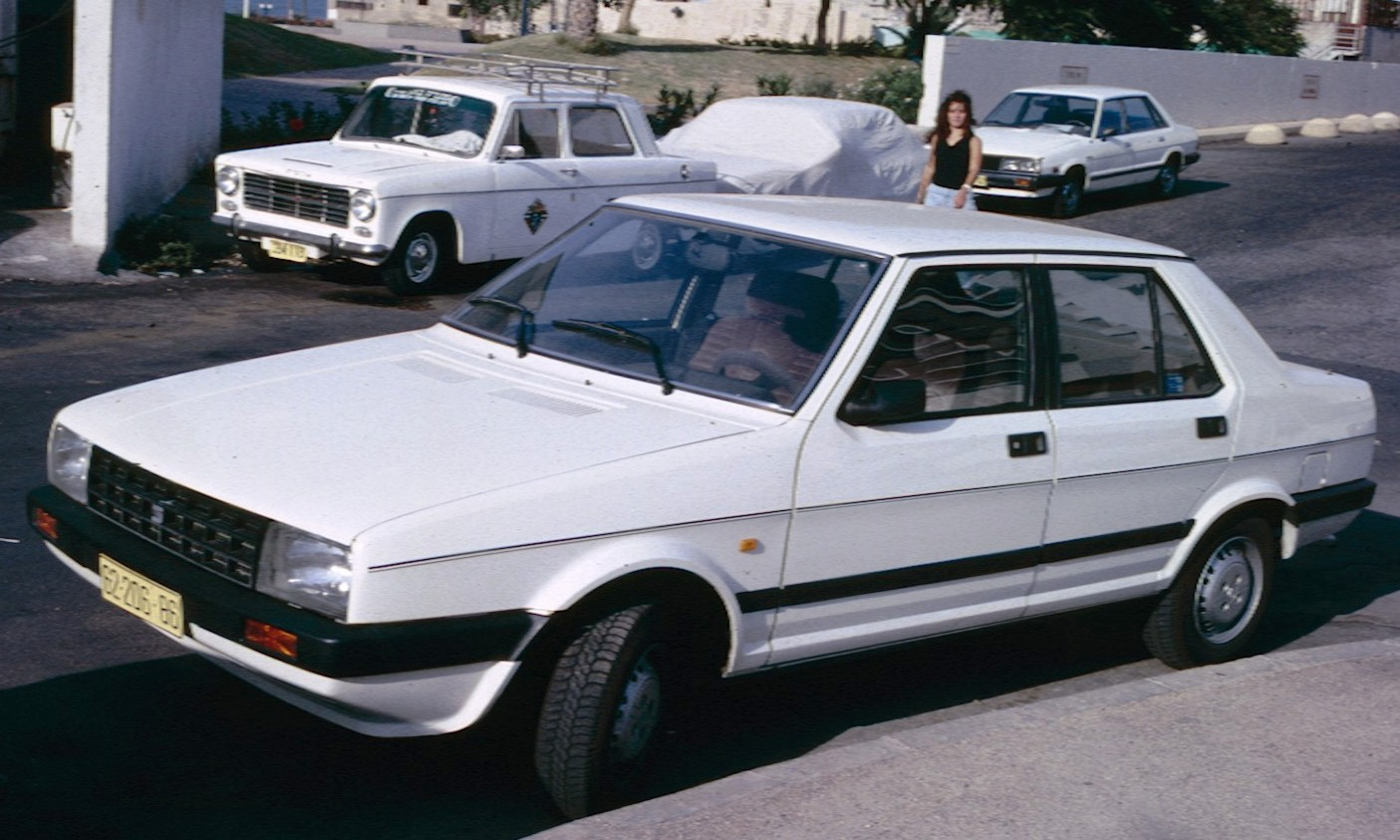
SEAT Málaga
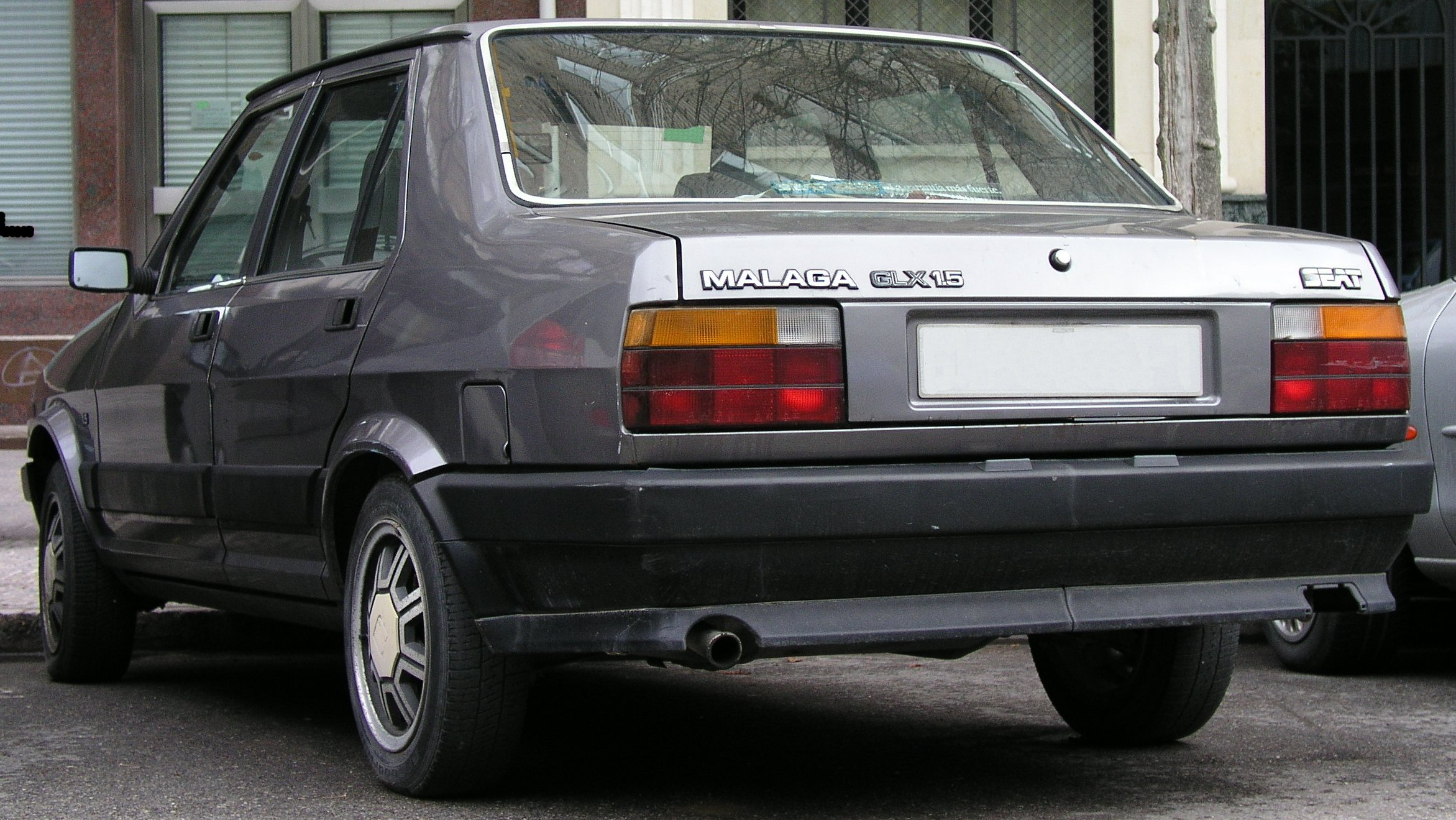
SEAT Málaga - tył pojazdu
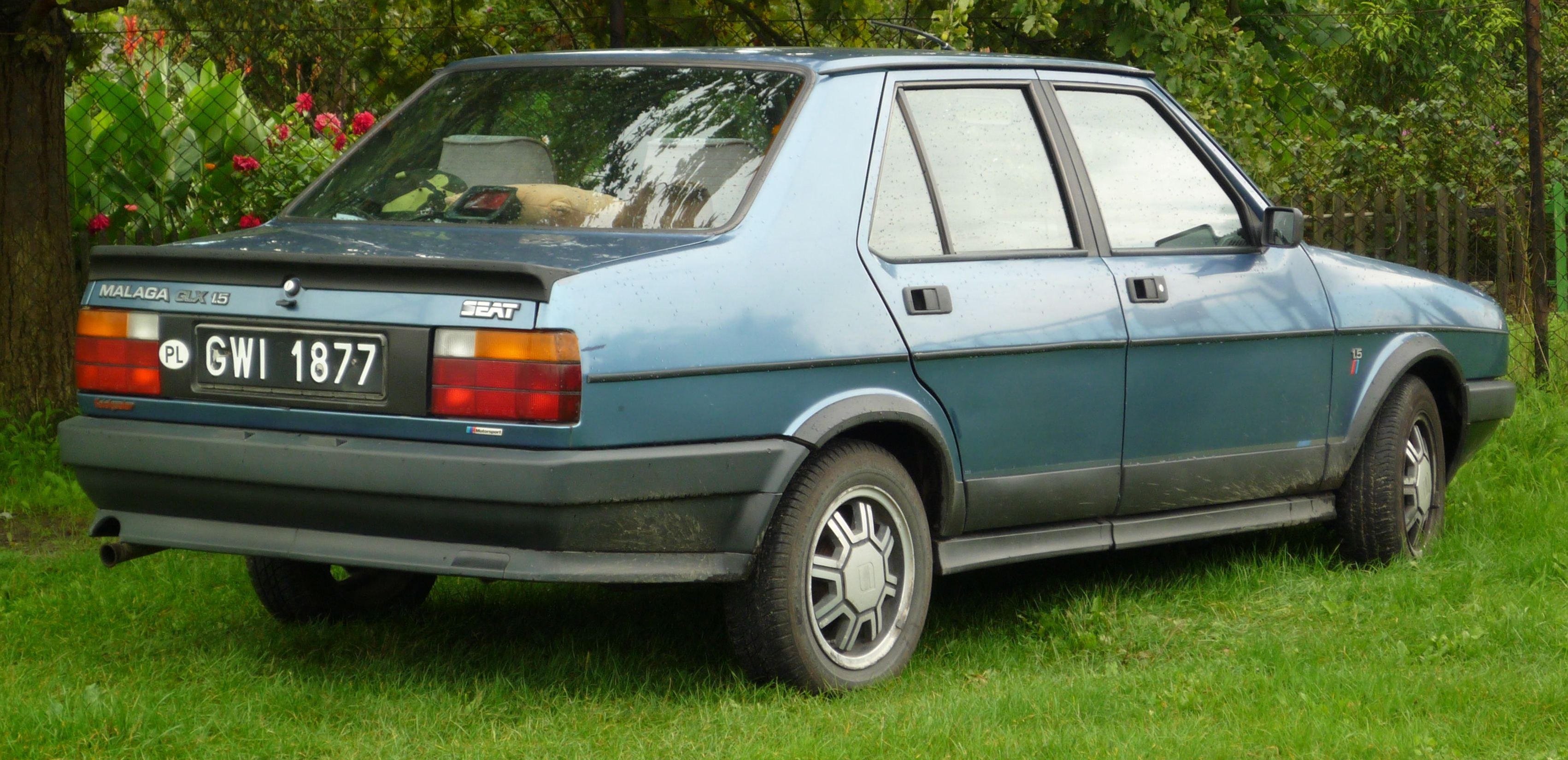
SEAT Málaga - tył pojazdu